# Чемпіонат Полтавської області з футболу 2016
У Вищій лізі Чемпіонату Полтавської області 2016 року взяли участь 12 команд. Переможцем вперше стала «Олімпія» (Савинці).

## Підсумкова таблиця вищої ліги
| М  | Команда                     | І  | В  | Н | П  | РМ    | О  |
| -- | --------------------------- | -- | -- | - | -- | ----- | -- |
|    | «Олімпія» (Савинці)         | 22 | 16 | 4 | 2  | 61−12 | 52 |
| 2  | «Колос» (Лазірки)           | 22 | 15 | 5 | 2  | 57−13 | 50 |
| 3  | ФК «Рокита»                 | 22 | 15 | 3 | 4  | 44−21 | 48 |
| 4  | «Динамо» (Решетилівка)      | 22 | 14 | 4 | 4  | 51−23 | 46 |
| 5  | ФК «Велика Багачка»         | 22 | 13 | 5 | 4  | 46−21 | 44 |
| 6  | ФК «Оржиця»                 | 22 | 10 | 3 | 9  | 30−29 | 33 |
| 7  | «Фортуна» (Кейбалівка)      | 22 | 8  | 5 | 9  | 35−40 | 29 |
| 8  | «Чайка» (Дейкалівка)        | 22 | 7  | 2 | 13 | 33−48 | 23 |
| 9  | ФК «Лубни»                  | 22 | 5  | 3 | 14 | 24−37 | 18 |
| 10 | «Фламінго» (Горішні Плавні) | 21 | 4  | 6 | 11 | 15−36 | 18 |
| 11 | ДЮФШ «Ворскла» (Полтава)    | 22 | 1  | 2 | 19 | 16−74 | 5  |
| 12 | «Колос» (Дмитрівка)         | 21 | 1  | 2 | 18 | 10−68 | 5  |

1 Команда «Фламінго» (Горішні Плавні) знялась зі змагань після 15 туру.

2 Команда «Колос» (Дмитрівка) знялась зі змагань після 16 туру.

3 Команда «Оржиця» знялася зі змагань після 17 туру.

4 Матч 22-го туру «Фламінго» (Горішні Плавні) — «Колос» (Дмитрівка) визнаний таким, що не відбувся.